# Liste der Studentenverbindungen in Halle (Saale)
Die Liste der Studentenverbindungen in Halle (Saale) verzeichnet die Studentenverbindungen an der Martin-Luther-Universität Halle-Wittenberg und anderen Hochschulen in Halle (Saale).

## Aktive Verbindungen
Die Sortierung erfolgt nach dem Gründungsdatum.
|  |
|  |
|  |
|  |
|  |

|  |
|  |
|  |
|  |
|  |

|  |
|  |
|  |
|  |
|  |

|  |
|  |
|  |
|  |
|  |

|  |
|  |
|  |
|  |
|  |

|  |
|  |
|  |
|  |
|  |

|  |
|  |
|  |
|  |
|  |

|  |
|  |
|  |
|  |
|  |

|  |
|  |
|  |
|  |
|  |

|  |
|  |
|  |
|  |
|  |

|  |
|  |
|  |
|  |
|  |

f.f. = farbenführend, wenn nicht angegeben = farbentragend; v.u. = von unten gelesen

## Suspendierte, erloschene und verlegte Verbindungen
| Name                                    | Gründung  | Farben | Wappen | Zirkel | Verband      | Fechtfrage       | Mitglieder | Vertagung/Sistierung      | Anmerkungen |
| --------------------------------------- | --------- | ------ | ------ | ------ | ------------ | ---------------- | ---------- | ------------------------- | --- |
| Landsmannschaft Pomerania Halle-Aachen  | 1792      |        |        |        | CC           | pflichtschlagend | Männer     | 1935–1952                 | seit 1952 in Aachen |
| Burschenschaft Allemannia auf dem Pflug | 1837      |        |        |        | DB           | pflichtschlagend | Männer     | 1935–1959                 | seit 1959 als Burschenschaft der Pflüger-Halle zu Münster |
| Burschenschaft Salingia Halle           | 1845      |        |        |        | DB           | pflichtschlagend | Männer     | 1935–1951                 | 1951–1967 in Münster, 1967–1979 in Bochum, nach Fusion mit Burschenschaft Rhenania Halle seit 1979 in Düsseldorf |
| Corps Normannia-Halle                   | 1846      |        |        |        | KSCV         | pflichtschlagend | Männer     | 1899–1920, 1935–1951      | 1951–1961 in Erlangen, seit 1961 Gießen |
| Landsmannschaft Neoborussia Halle       | 1849      |        |        |        | CC           | pflichtschlagend | Männer     | 1897–1908, 1935–1964      | seit 1964 in Freiburg |
| Corps Neoborussia Halle                 | 1849      |        |        |        | KSCV         | pflichtschlagend | Männer     | 1903–1913, 1935           | seit 1949 Tradition beim Corps Saxonia Konstanz |
| Corps Teutonia Halle                    | 1853      |        |        |        | KSCV         | pflichtschlagend | Männer     | 1935                      | seit 1949 Tradition beim Corps Saxonia Konstanz |
| Schwarzburgverbindung Tuiskonia Halle   | 1856      |        |        |        | SB           |                  |            |                           | seit 1965 in Bochum |
| Burschenschaft Germania Halle           | 1861      |        |        |        | DB           | pflichtschlagend | Männer     | 1937                      | seit 1959 in Mainz |
| Turnerschaft Thuringia Halle            | 1862      |        |        |        | VC           | pflichtschlagend | Männer     | 1935                      | seit 1987 als Hallenser Turnerschaft Hasso-Saxonia in Kaiserslautern |
| Corps Agronomia Halle                   | 1864      |        |        |        | WSC          | pflichtschlagend | Männer     | 1935–1951                 | seit 1951 in Göttingen |
| Burschenschaft Rhenania Halle           | 1864      |        |        |        | DB           | pflichtschlagend | Männer     | 1935–1962                 | nach dem Zweiten Weltkrieg zunächst in Burschenschaft Hansea Hamburg aufgegangen, 1962 Rekonstitution in Düsseldorf, 1979 mit Salingia Halle zur Alten Halleschen Burschenschaft Rhenania-Salingia zu Düsseldorf fusioniert.     |
| AGV Ascania Halle                       | 1874      |        |        |        | SV           | nichtschlagend   | Männer     | 1933                      | seit 1961 in Clausthal-Zellerfeld als Akademisch-Musikalische Verbindung Ascania Halle-Clausthal (seit 2015 gemischt) |
| Corps Palatia Halle                     | 1877      |        |        |        | RSC          | pflichtschlagend | Männer     | 1914–1925, 1935           | Gegründet als Klassisch-Philologischer Verein Halle. Seit 1910 Verbindung Palatia. Seit 1925 Corps Palatia Halle im RSC. 1954 im Corps Alemannia München aufgegangen. 2025 als Corps Palatia Halle zu Regensburg rekonstituiert. |
| Landsmannschaft Palaeomarchia Halle     | 1879      |        |        |        | CC           | pflichtschlagend | Männer     | 1936–1984, 2013           | 1936–1984 Tradition bei Landsmannschaft Ulmia Tübingen, seit 2015 fusioniert zur Landsmannschaft Ubia Brunsviga Palaeomarchia im CC zu Bochum                                                                                    |
| Corps Franconia Halle                   | 1880      |        |        |        | RSC          | pflichtschlagend | Männer     |                           | Gegründet als Akademisch-Neuphilologischer Verein Halle. Seit 1903 A. N. V. Franconia, seit 1909 Verbindung Franconia, später RSC-Corps Franconia Halle. Tradition seit 1954 beim Corps Irminsul Hamburg.                        |
| Landsmannschaft Hercynia Halle          | 1880/1884 |        |        |        | CC           | pflichtschlagend | Männer     | 1894–1902, 1936/1945–1955 | seit 1955 in Mainz |
| AV Silesia                              | 1881      |        |        |        | CV           | nichtschlagend   | Männer     |                           | seit 1965 in Bochum |
| Turnerschaft Saxo-Thuringia Halle       | 1882      |        |        |        | VC           | pflichtschlagend | Männer     | 1935                      | seit 1987 als Hallenser Turnerschaft Hasso-Saxonia in Kaiserslautern |
| Technische Verbindung Salingia zu Halle | 1883      |        |        |        | verbandsfrei |                  |            | 1935–1965, 1995           | seit 1965 in Dortmund |
| Turnerschaft Saxo-Vandalia Halle        | 1884      |        |        |        | VC           | pflichtschlagend | Männer     | 1935                      | seit 1987 als Hallenser Turnerschaft Hasso-Saxonia in Kaiserslautern |
| Sängerschaft Salia Halle                | 1889      |        |        |        | DS           |                  | Männer     | 1935                      | Tradition bei Sängerschaft Fridericiana (Halle) |
| Turnerschaft Marchia Halle              | 1895      |        |        |        | VC           | pflichtschlagend | Männer     | 1935                      | seit 1987 als Hallenser Turnerschaft Hasso-Saxonia in Kaiserslautern |
| KStV Hansea Halle                       | 1900      |        |        |        | KV           | nichtschlagend   | Männer     | 1935–1948, 1979           | seit 1948 in Münster |
| Burschenschaft Cheruskia Halle          | 1910      |        |        |        | SB           |                  | Männer     |                           | 1921 Fusion mit B! Mainfranken Würzburg |
| Jagdcorps Hubertia Halle                | 1924      |        |        |        | WJSC         |                  | Männer     | 1935                      | Fusion mit Jagdcorps Masovia zu Berlin 1935–1960, 1960 Traditionsvertrag mit Jagdverbindung Hubertia Bonn und Halle zu Bonn |
| DStV Saxo-Ascania Hallensis Halle       | 1986      |        |        |        | verbandsfrei |                  |            |                           | |
| ADV Felicitas Laureata                  | 2007      |        |        |        | verbandsfrei | nichtschlagend   | Frauen     | 2011                      | |
| Jagdcorps Hubertia Halle                | 2010      |        |        |        | verbandsfrei |                  |            |                           | |
| Akademischer Segler Verein zu Halle     | 2012      |        |        |        | verbandsfrei |                  |            |                           | |

f.f. = farbenführend, wenn nicht angegeben = farbentragend; v.u. = von unten gelesen

## Örtliche Zusammenschlüsse
Die Corps sind im Hallenser Senioren-Convent zusammengeschlossen. Für die ehemals im Senioren-Convent zu Halle zusammengeschlossenen Corps siehe: Erloschene Corps#Halle.